# 芒特伊弗雷姆 (新澤西州)
芒特伊弗雷姆（英語：Mount Ephraim）是位於美國新澤西州康登縣的自治市鎮。

## 人口
根據2020年美國人口普查的數據，芒特伊弗雷姆的面積為2.34平方千米，當中陸地面積為2.29平方千米，而水域面積為0.05平方千米。當地共有人口4651人，而人口密度為每平方千米1,988人。